# Scanner (Datenerfassung)

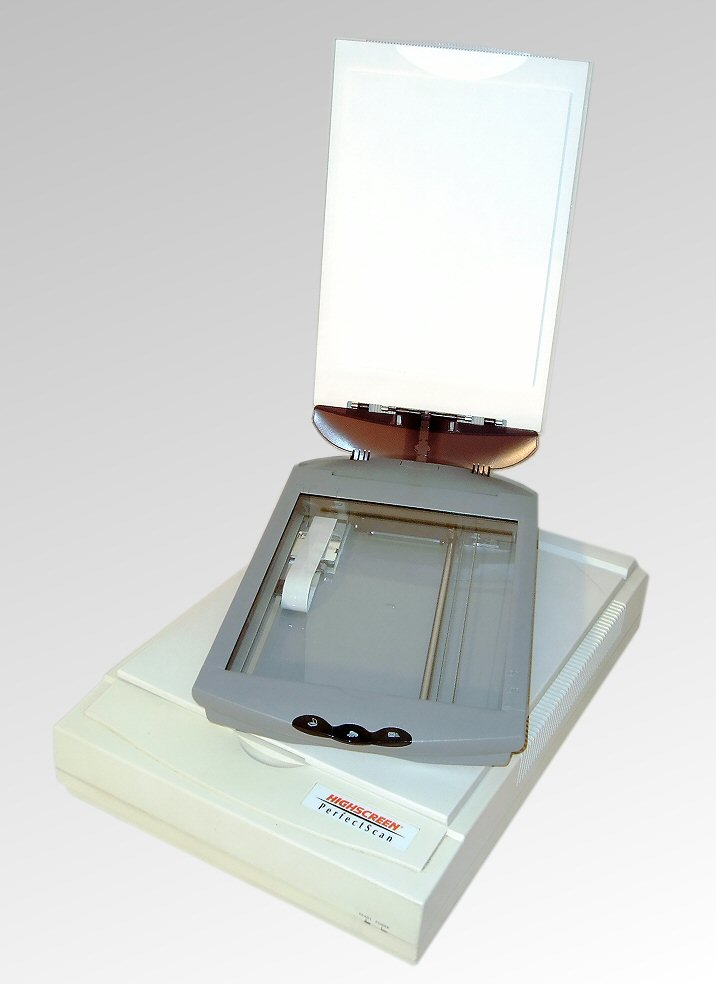
Zwei Flachbettscanner

Ein Scanner (von englisch to scan ‚abtasten‘) oder Abtaster ist ein Datenerfassungsgerät, das ein Objekt auf eine systematische, regelmäßige Weise abtastet oder vermisst. Das Scannen ist ein optomechanischer Vorgang.
Die Hauptidee ist, mit relativ begrenzten Messinstrumenten durch eine Vielzahl von Einzelmessungen ein Gesamtbild des Objekts zu erzeugen.
Der Scanner nimmt die analogen Daten der physikalischen Vorlage mit Hilfe von Sensoren auf und übersetzt diese anschließend mit A/D-Wandlern in digitale Form. So können sie z. B. mit Computern verarbeitet, analysiert oder visualisiert werden.

## Geschichte
Russell Kirsch von NBS hatte schon 1957 den Digital-Scanner entwickelt. Das allererste derart gescannte Bild war ein Babyfoto seines neugeborenen Sohns Walden, 176 × 176 Pixel.

## Scannertypen

### 3D-Scanner
Dreidimensionale Vorlagen lassen sich nur mit einem 3D-Scanner einlesen. Man verwendet solche Geräte meistens zum Katalogisieren oder Archivieren von Objekten. Der Nachteil ist, dass die Abtasteinrichtung oft fest montiert sein muss bzw. bei Handscannern Referenzpunkte auf dem Objekt aufgeklebt werden müssen.

### Buchscanner
Ein Buchscanner wird primär zum Einlesen gebundener Schriftdokumente benutzt. Spezielle Ausführungen erlauben auch das Scannen von losen Dokumenten, Urkunden und Landkarten.

### Diascanner

Film- und Diascanner

Der Scannertyp wird im professionellen und semiprofessionellen Bereich verwendet und wird in zwei Ausführungen angeboten: zum einen als reiner Filmscanner, bei dem mittels spezieller Vorrichtungen die Diapositive und Negative in den Scanner geführt werden, zum anderen als Hybridgerät, bei dem ein Flachbettscanner einen besonderen Durchlichtaufsatz erhält. Für beide Ausführungen gibt es sowohl einfache als auch hochwertige Geräte, die sich neben der Pixeldichte auch im Dichteumfang stark unterscheiden. Die optische Auflösung hochwertiger Geräte beträgt ca. 3000 ppi bis 4000 ppi. Außerdem arbeiten diese auch mit einem speziellen Ausleuchtungsverfahren, um die sonst üblichen Streu- und Nebeneffekte beim Einscannen der stark reflektierenden Vorlagen zu eliminieren. Siehe auch bei Dia-Scan.

### Dokumentenscanner

Dokumentenscanner

Für die Erfassung größerer Mengen von Schriftgut werden Flachbettscanner mit ADF (Automatic Document Feeder), Einzugsscanner oder spezielle Hochgeschwindigkeitsscanstraßen als Dokumentenscanner eingesetzt.

### Durchlichtscanner

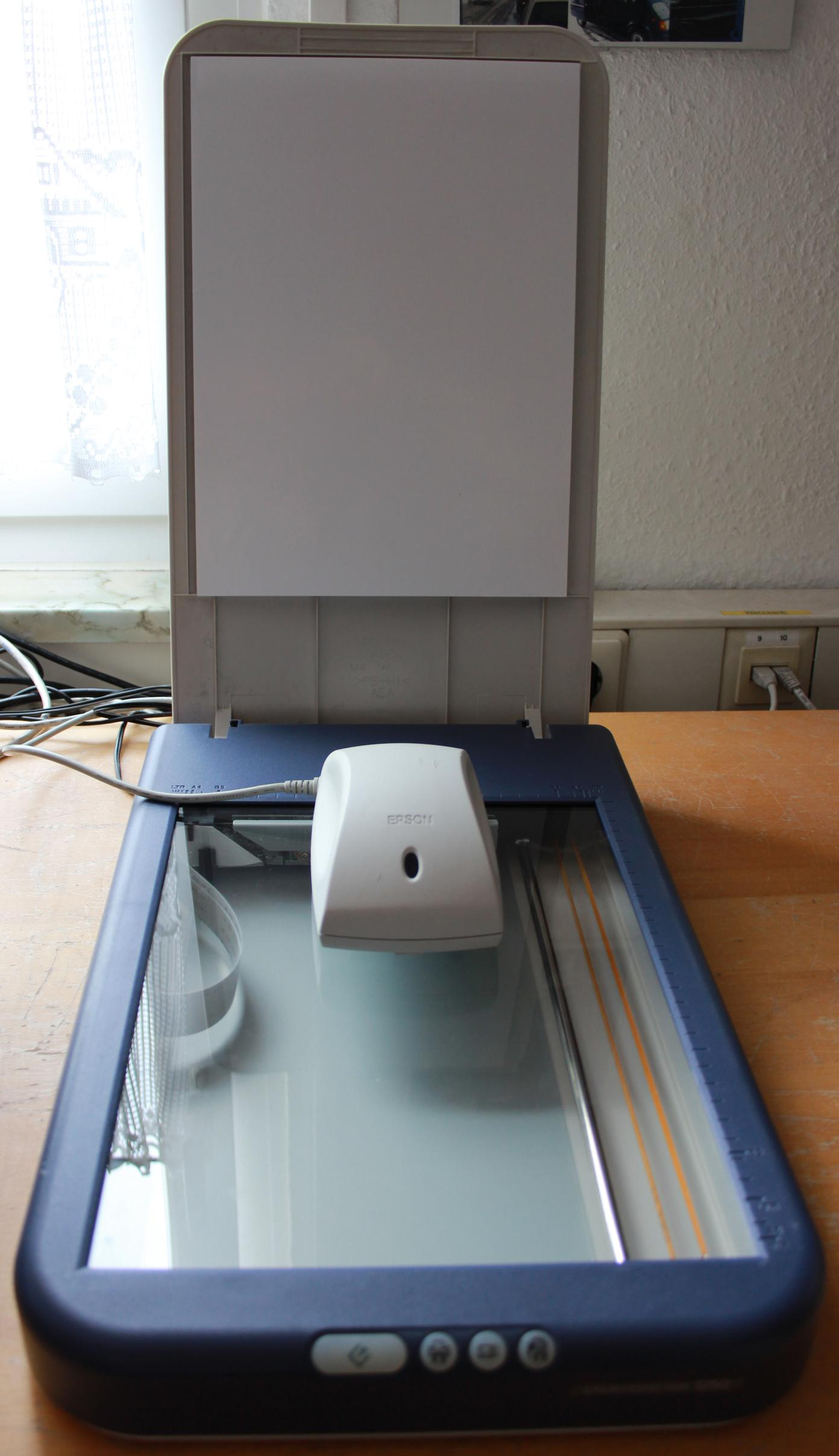
Flachbettscanner mit Durchlichteinheit

Durchlichtscanner werden für transparente Vorlagen wie Filme, Dias, Röntgenbilder verwendet. Es gibt Geräte mit im Deckel integrierter oder auch externer Lichtquelle.

### Faxgeräte
Jedes Faxgerät besitzt für seine Senderichtung einen Einzugsscanner. Dabei ist eine Zeile aus lichtempfindlichen CCD-Sensoren (oder Sensoren anderer Technologie) fest im Gerät eingebaut. Die Vorlage wird daran entlanggeführt. Beim Fax wird reiner Schwarzweißbetrieb verwendet, also weder Farbe noch Graustufen erkannt.

### Einzugsscanner
Der Einzugsscanner ist genau so aufgebaut wie ein Faxgerät (siehe oben), allerdings heutzutage zusätzlich mit Graustufen und Farberkennung. Der offensichtliche Nachteil der Einzugsscanner ist die ausschließliche Verarbeitung von Einzeldokumenten bzw. Stapeln davon. Bücher lassen sich nicht einscannen. Außerdem kann es beim Einzug glatter Vorlagen, wie z. B. Fotos, zu unangenehmen Randverzerrungen kommen. Sie kommen hauptsächlich im Enterprise-Bereich als Dokumentenscanner zum Einsatz.

### Belegleser
Zum Lesen meist kleinerer Dokumente (Beispiel: von Hand durch Ankreuzen ausgefüllte Formulare), sonst in der Technik wie Dokumentenscanner oder Einzugsscanner.

### Filmscanner
Im Gegensatz zu Durchlicht-Flachbettscannern kommt ein Filmscanner bei der Filmabtastung von fotografischem Material wie Film-Negativen, Dias sowie Kinofilmen für Fernseh- und Kinozwecke zur Anwendung. Siehe hierzu auch Filmabtaster.

### Flachbettscanner

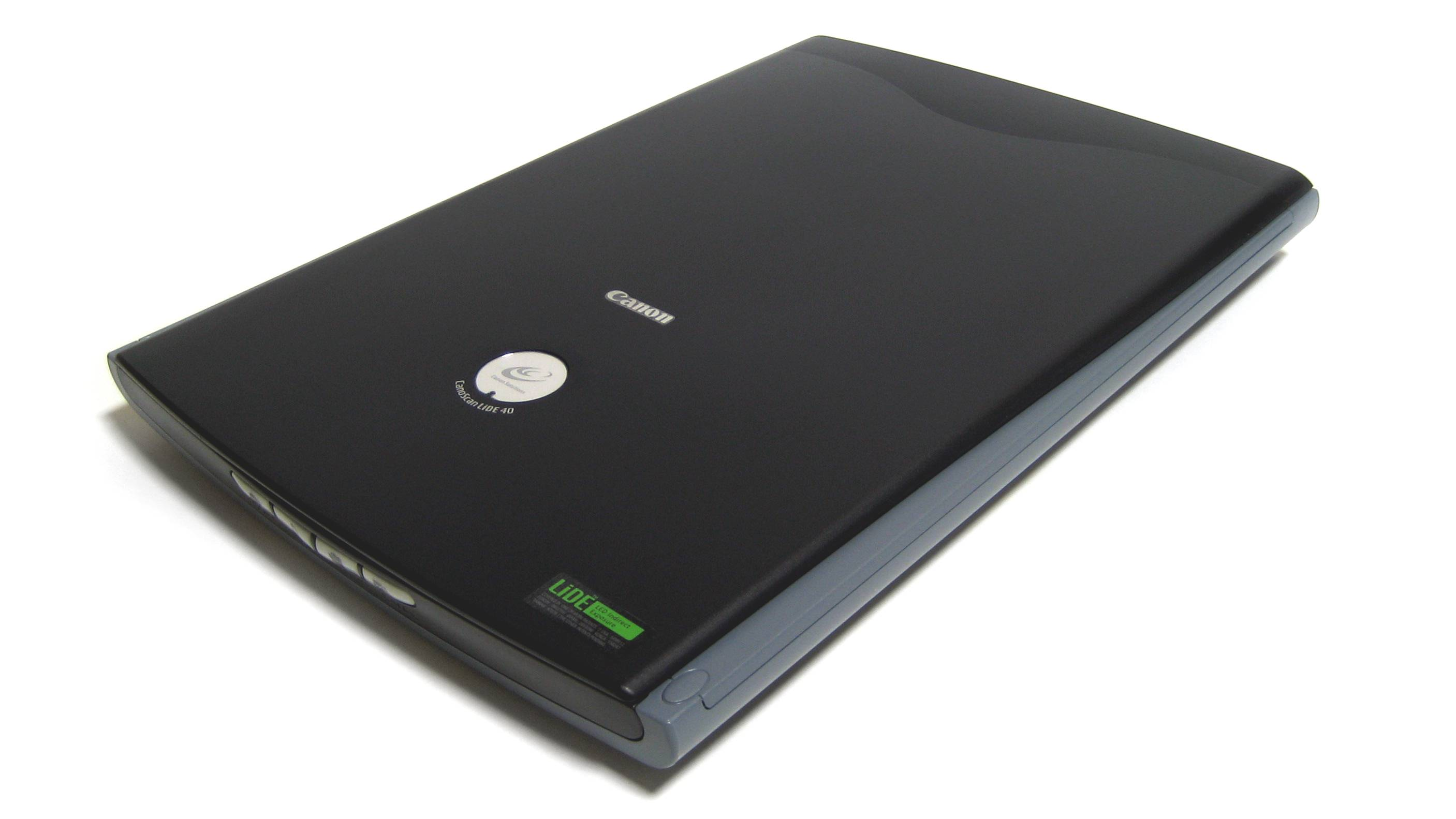
A4-USB-CIS-Flachbett-Scanner

Der Flachbettscanner, das heute gebräuchlichste Bilderfassungsgerät, arbeitet nach dem gleichen Prinzip wie ein Kopiergerät. Die Vorlage wird auf eine Glasscheibe gelegt, sie bleibt immer am gleichen Platz, die lichtempfindlichen Sensoren werden während des Abtastens unter der Glasscheibe entlanggeführt. Diese Methode erlaubt es, neben Fotos und Bildern auch sperrige Vorlagen wie Bücher abzutasten. Um ein scharfes Bild zu erreichen, muss die Vorlage ganz flach auf der Glasplatte aufliegen. Das bereitet aber bei manchen Vorlagen Probleme. Kostengünstige Flachbettscanner können Vorlagen bis zu DIN A4 abtasten.

### Großformatscanner

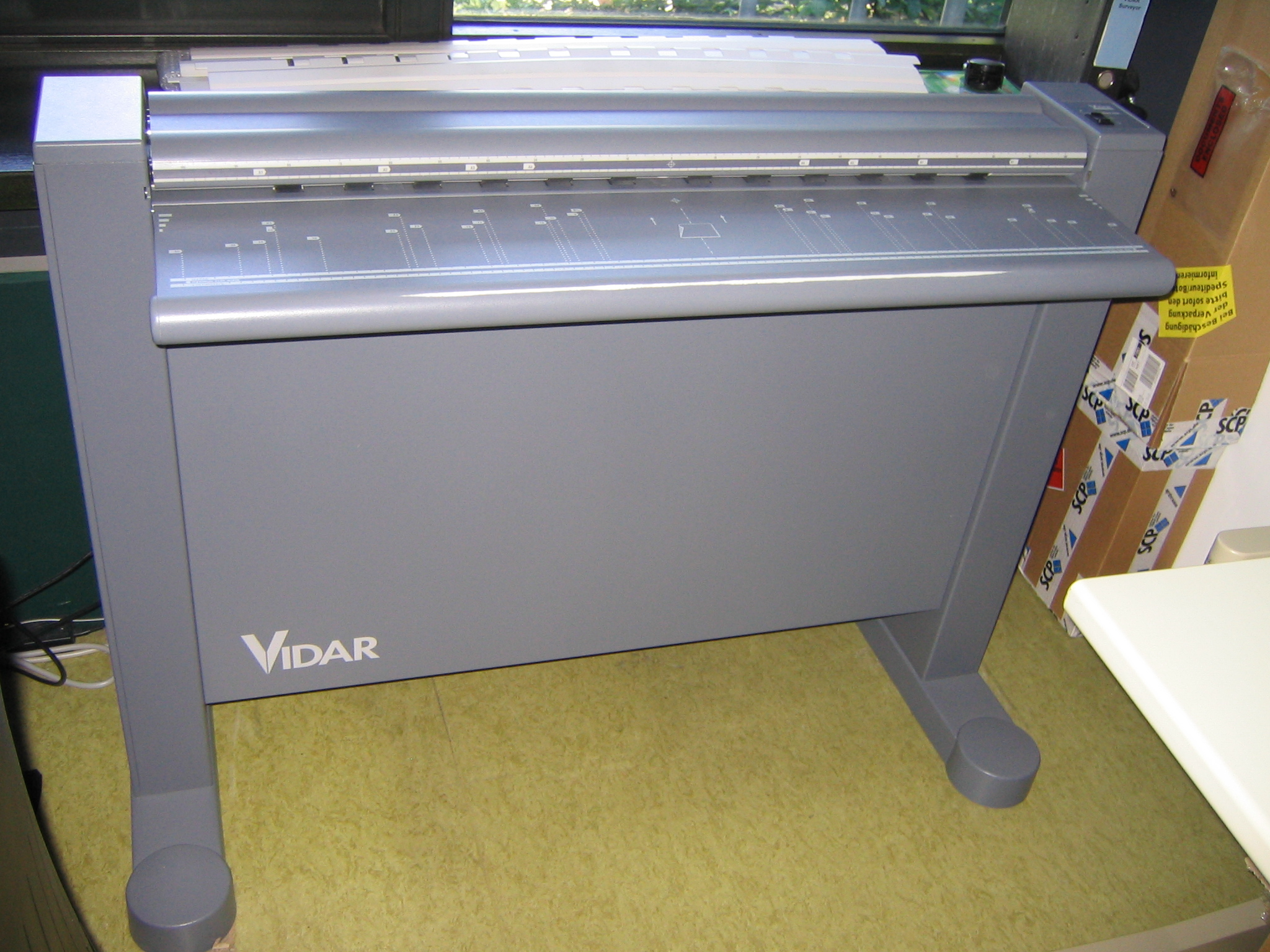
A0-Scanner

Bei Vorlagengrößen von mehr als DIN A2 spricht man von Großformatscannern, die als Durchzug-, Flachbett- oder Trommelscanner angeboten werden. Bei Durchzugscannern gibt es zwei konkurrierende Systeme, CCD und CIS. CCD arbeitet mit mehreren kleinen Kamerasensoren (daher der Name). Vergleichbar mit Panoramabildern wird das Bild der Kameras zu einem Gesamtbild verrechnet. Das von der Vorlage reflektierte Licht wird dabei über Spiegel und Linsen auf dem Sensor gebündelt. CIS (Contact Image Sensor) arbeitet mit Sensorstreifen, auf die das von der Vorlage reflektierte Licht direkt auftrifft. Da in der CIS-Technik mehrere Sensorstreifen die gesamte Scanbreite abdecken, ist eine Bündelung des Lichts durch Linsen nicht nötig und es treten weniger Fehler auf (kein Versatz zwischen den Kameras, geringe Verzerrungen und keine Farbsäume). Dafür ist die CIS-Technik bei Unebenheiten der Scanvorlage anfällig für Unschärfen.

### Handscanner

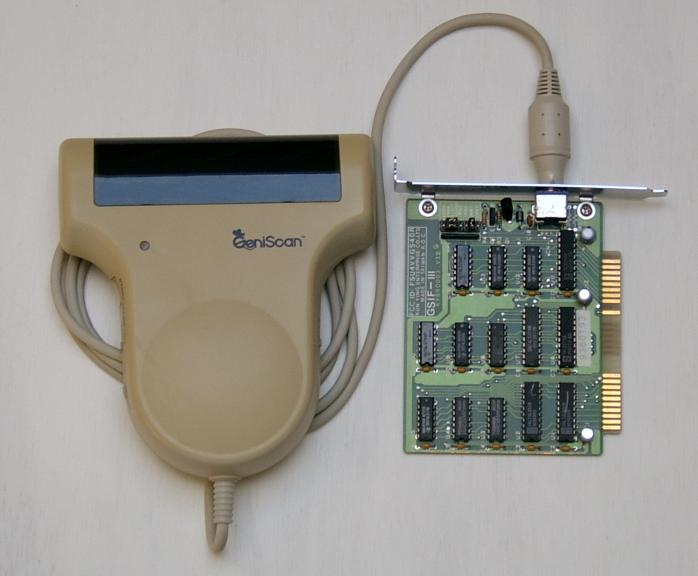
Handscanner mit Schnittstellenkarte für den XT-Bus

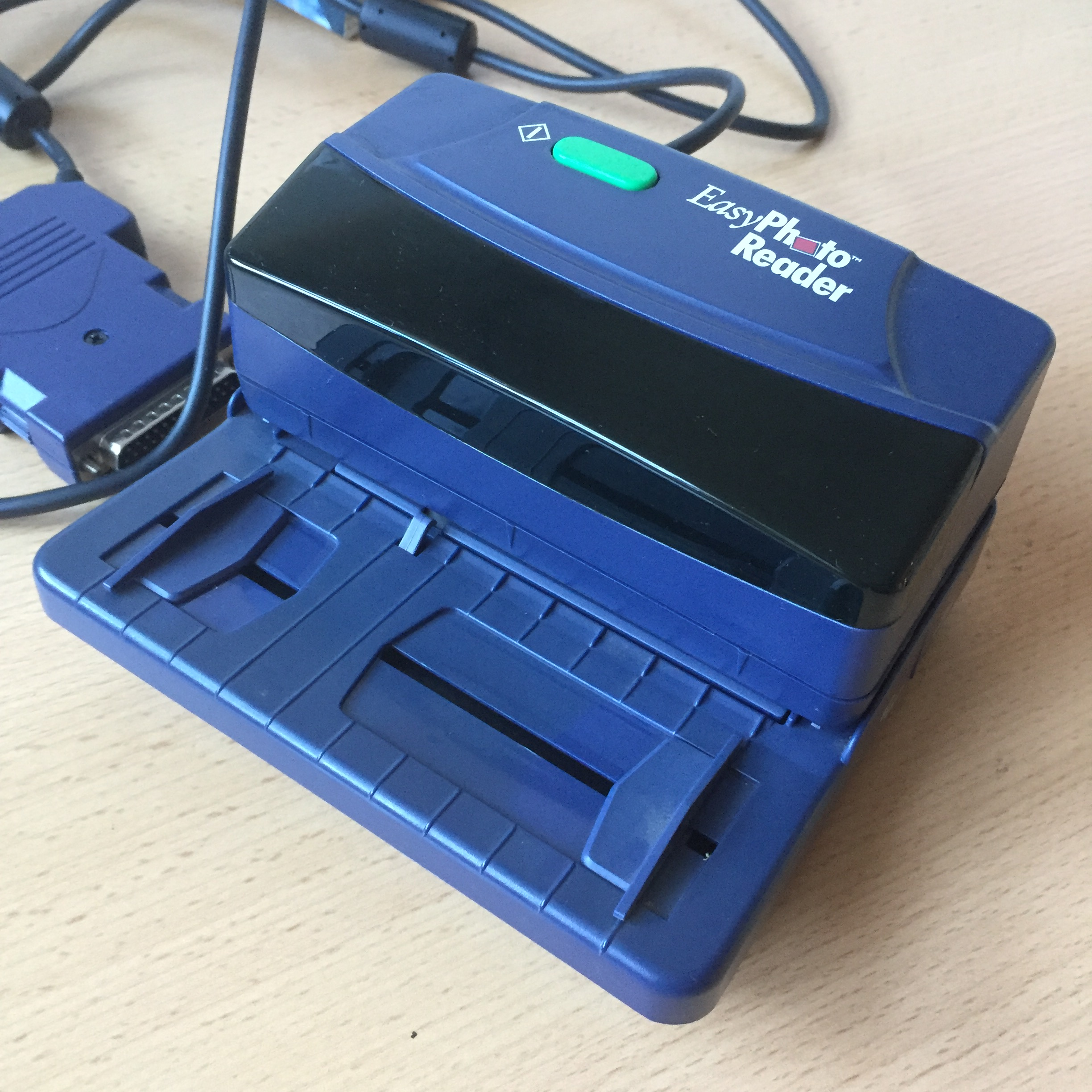
Fotoscanner mit serieller Schnittstelle

Wie es der Name sagt, muss man den Handscanner von Hand über die Vorlage ziehen. Man darf den Scanner nicht zu schnell über die Vorlage ziehen (weil ein bestimmter Grenzwert für die übertragene Datenmenge nicht überschritten werden kann) und sollte dabei auch keine seitlichen Abweichungen von der Geraden ausführen, was durch parallel zur (eindimensionalen bzw. linearen) Abtastzeile gelagerte Walzen unterstützt wird.
Geräte der ersten Generation waren günstige Alternativen zu herkömmlichen Scannern. Um eine A4-Seite einzuscannen, muss man mehrmals scannen und per Software zusammensetzen, da die Geräte zu schmal sind. Die Rolle erfasste in Zusammenhang mit einem Impulsgeber auch den zurückgelegten Weg über der Vorlage und damit die zweite Dimension. Handscanner waren Anfang bis Mitte der 1990er Jahre populär, sind aber wegen ihrer Nachteile und der stark gefallenen Preise für Flachbettscanner längst vom Markt verschwunden.
Heutige Geräte erlauben das Erfassen von ganzen DIN A4 Seiten mit einer Scanbewegung. Die mögliche Geschwindigkeit hat sich wesentlich gesteigert auf je nach Farbeinstellung bis zu 2 bis 4 Sekunden pro Seite. Sie sind batteriebetrieben und speichern auf microSD oder schicken die Daten gleich über Bluetooth oder WLAN an das gewünschte Gerät. Man spricht auch von mobilen (Dokumenten-)Scannern, worunter aber auch kleine, mobile Einzugsscanner zu verstehen sind; oder gegenüber diesen als Unterscheidungsmerkmal von Buchscannern, da man nicht nur einzelne Blätter bearbeiten kann. Sie sind heute meist Zusatzgeräte um unterwegs damit zu arbeiten.
Zwischendurch wurden in der Hand zu haltende Scanner entwickelt, die einzelne Zeilen einscannen konnten und eine OCR-Software integriert hatten. Sie werden auch digitale Textmarker genannt und sind noch erhältlich. Es gibt ähnliche Geräte mit eingebauter Übersetzungs-Software.

### Radar
Auch die rotierende, horizontal stark bündelnde Antenne eines Rundsichtradars wird gelegentlich als Scanner bezeichnet. Zusammen mit der Darstellung auf vektororientierten Bildschirmen gehört Radar ebenfalls zu den bildgebenden Verfahren.

### Réseauscanner
Scanner für Anwendungen in der Photogrammetrie wie Réseauscanner

### Scanner in der Medizin
In der Medizin / Zahnmedizin gibt es verschiedene Scanner, wie z. B.
- Computertomografie,
- Digitale Volumentomographie
- PET,
- Röntgenbildscanner,
- Intraoralscanner,
- Scanner für Kiefermodelle

### Trommelscanner

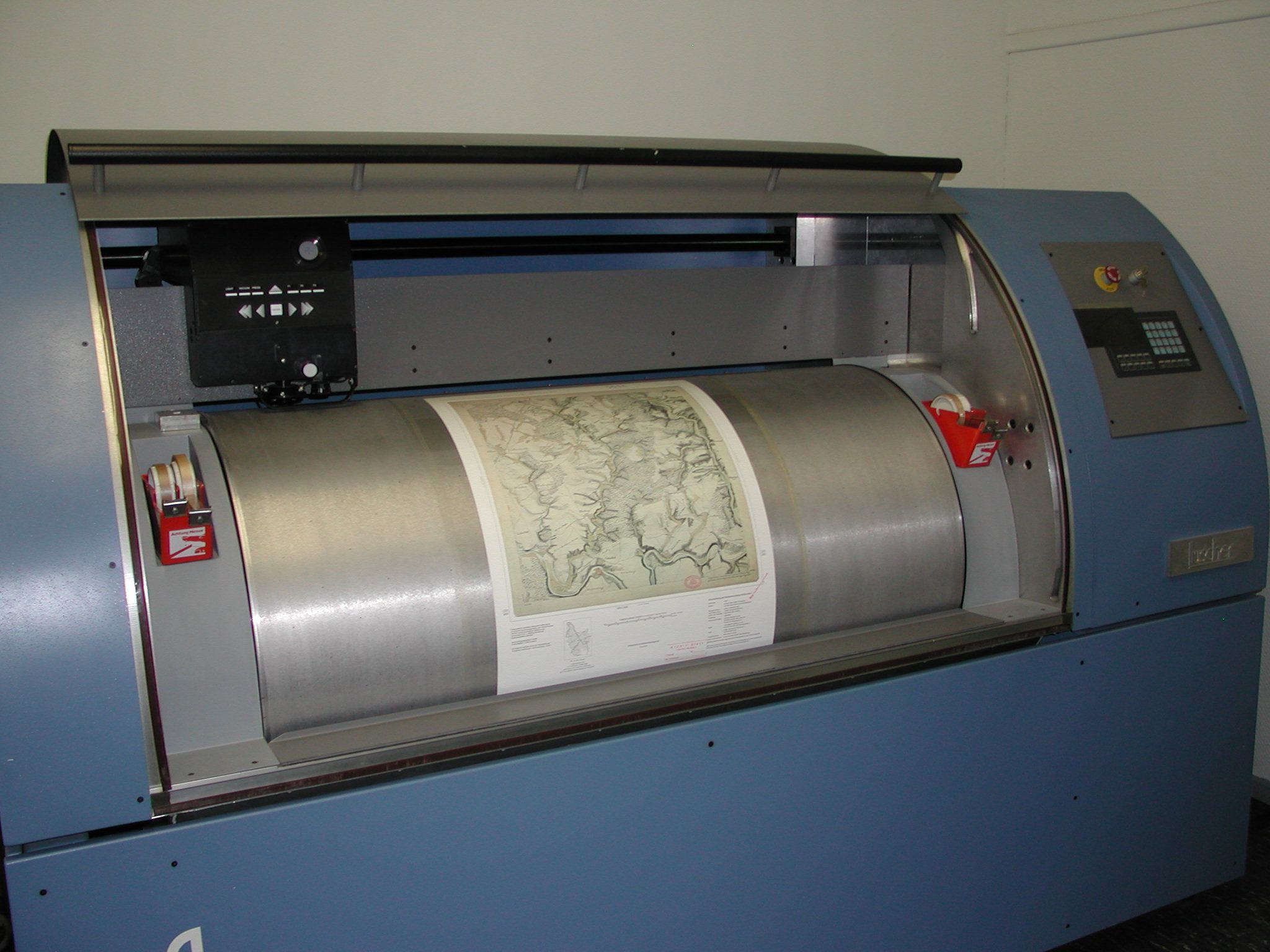
Trommelscanner

Dies ist einer der ältesten Scannertypen, der aber auch heute noch die exaktesten Ergebnisse liefert. Auflösung (ca. 12.000 ppi), Tempo und Qualität bleiben von anderen Gerätearten unerreicht. Die Trommelscanner des früheren Weltmarktführers Heidelberger Druckmaschinen sind mit der Spezial-Software SilverFast weiterhin an modernen Computer-Systemen einsetzbar. Beim Trommelscanner wird die Vorlage auf einer rotierenden Trommel befestigt, an der sich das Beleuchtungs- und Abtastungssystem linear vorbeibewegt, so dass die Vorlage schraubenförmig abgetastet wird. Da die Lichtquelle und das Abtastungssystem immer in der gleichen Lage zum Papier sind, kann mit einfachen Mitteln eine hervorragende Qualität erreicht werden. Zusätzlich haben Trommelscanner anstelle der normalen CCD-Sensoren hochempfindliche Photomultiplier zum Einlesen der Daten. Nachteilig ist, dass sie viel kosten und sehr groß sind. Eine frühe Anwendung von Trommelscannern war die Bildtelegrafie.

### Mobile Datenerfassung
Mittlerweile existieren immer mehr Smartphone-Apps auf dem Markt, die die digitale Erfassung von Dokumenten in Form einer Scan-App (zum Teil auch mit dahinterliegendem Dokumentenmanagement) übernehmen.

## Arbeitsweise eines Scanners

Funktionsprinzip eines Farb-Scanners mit separaten Pixeln für die drei Grundfarben

Scanner arbeiten in der Regel nach folgendem Prinzip: Die Bildvorlage wird beleuchtet, und das reflektierte Licht wird über eine Stablinse, welche das reflektierte Licht bündeln und das Streulicht eliminieren soll, an einen optoelektronischen Zeilensensor geleitet (schneller Scan, englisch: fast scan). Die analogen Lichtsignale werden pixelweise durch Analog-Digital-Wandlung in Digitalsignale umgewandelt, während gleichzeitig entweder die Vorlage oder die Sensoroptik schrittweise senkrecht zur Sensorausdehnung bewegt wird (langsamer Scan, englisch: slow scan).
Bei der Abtastung mit einem Flächensensor kann die gesamte Vorlage oder flächenhafte Teile der Vorlage gleichzeitig gescannt werden.
Durch erneuten Scanvorgang nach Verschiebung der Sensoren im Subpixelbereich kann die Bildauflösung und unter Umständen auch die fotografische Auflösung erhöht werden.

### Scan mit Farbfiltern
Bestimmte Farbwerte werden durch getrenntes Abtasten der Grundfarben (meist Rot, Grün und Blau) mittels Vorschalten von Farbfiltern und gegebenenfalls durch softwaremäßige, additive Farbmischung ermittelt. Dieses Filterverfahren benötigt für jede Primärfarbe einen Scandurchlauf, wenn alle Sensorelemente für den Scan eingesetzt werden. Alternativ werden auch Bayer-Sensoren oder andere Farbsensoren eingesetzt, bei denen alle Sensorelemente mit jeweils einem festen Farbfilter in einer bestimmten Farbreihenfolge versehen werden. Dadurch kann der Scan in einem Durchlauf durchgeführt werden (siehe auch CCD).

### Scan mit farbigen Lichtquellen

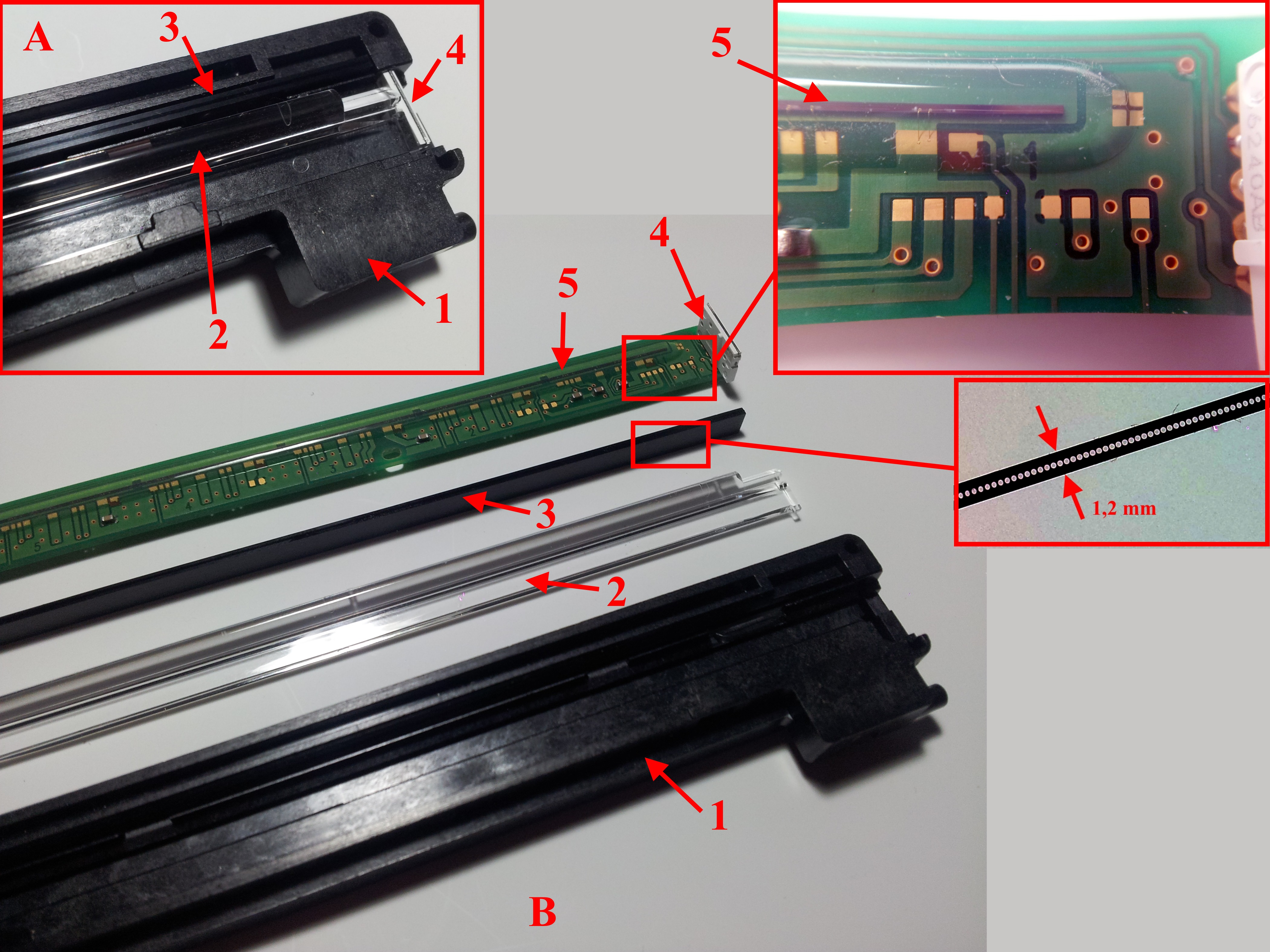
Eine Scaneinheit mit farbiger Lichtquelle. A: montiert, B: zerlegt; 1: Gehäuse, 2: Lichtleiter, 3: Linsen, 4: Chip mit zwei RGB-LEDs, 5: Sensor (CIS)

Beim Einsatz von mehreren farbigen und schaltbaren Lichtquellen wird nur ein Scandurchlauf benötigt, da die Farbtrennung durch die Lichtquellen selbst gegeben ist. Die Sensoren messen während einer Messung zum Beispiel mit der Beleuchtung durch preisgünstige Leuchtdioden nur das Licht einer bestimmten Wellenlänge (siehe auch CIS). Alternativ können auch farbige Lichtquellen mit kontinuierlichem Lichtspektrum eingesetzt werden.

### Scan mit weißer Lichtquelle
Im Prismenverfahren wird die Vorlage mit weißem Licht beleuchtet. Das reflektierte Licht wird durch ein Prisma geführt, das die Farbanteile aufspaltet. Diese werden von nebeneinanderliegenden optischen Sensoren erfasst. Auch bei dieser Technik ist nur ein Scanvorgang erforderlich.

## Scannereigenschaften
Die Qualität eines Scanners ist je nach Einsatzzweck abhängig von:
- Abtastauflösung (meist: spi = samples per inch, dpi = dots per inch oder ppi = pixel per inch), auch Abtastfrequenz oder Ortsfrequenz
- Rasterfrequenz
- Ausgabefrequenz (Ausgabeauflösung)
- Dichteumfang (Dynamik)
- Tonwertumfang (Graustufen)
- Farbtiefe
- Scan-Geschwindigkeit

Einfache Scanner mit Einzelblatteinzug verarbeiten ca. zehn Seiten pro Minute. Hochleistungsscanner mit einer Mechanik zum Umblättern erfassen pro Minute 40 Seiten eines Buches.

## Qualitätsmerkmale
Die Qualität von Scannern kann häufig mittels eines sogenannten Hohlraum-Effekts (englisch cavity effect) abgeschätzt werden. Dabei werden Würfel aus schwarzer Pappe mit ca. zehn Zentimetern Kantenlänge und einem Loch von ca. fünf Millimetern Durchmesser auf der Lochseite gescannt. Die Lochseite kann dadurch modifiziert werden, dass sie außen aus weißer Pappe besteht. Das Loch stellt näherungsweise einen Hohlraumstrahler dar, der praktisch kein sichtbares Licht aussendet. Im Scan dürfte daher an der Stelle des Loches kein Signal vorhanden sein.
In der Praxis treten jedoch dennoch Signale auf, die im Wesentlichen zwei Ursachen haben:
- Rauschen
- Falschlicht

Letzteres kommt dadurch zustande, dass Licht aus der Umgebung des Loches in den Bildwandler des Scanners gestreut wird und stellt den Hohlraum-Effekt dar. Das Rauschen ist im Wesentlichen ortsunabhängig und hat daher einen konstanten Pegel.
Die folgenden acht Beispielbilder illustrieren diese Effekte. Die ersten vier stellen Originalmessungen dar, wohingegen die nächsten vier Bilder mit einer Gammakorrektur versehen sind {\displaystyle \gamma =0{,}1}. Auf der linken Seite ist jeweils ein guter Scan und auf der rechten Seite ein schlechter Scan dargestellt. Die oberen Bilder zeigen einen gelochten Würfel vollständig aus schwarzer Pappe und die unteren einen mit einer weißen gelochten Außenfläche.
| Guter Scan mit {\displaystyle \gamma =1} | Schlechter Scan mit {\displaystyle \gamma =1} |
| ---------------------------------------- | --------------------------------------------- |
|                                          |                                               |
|                                          |                                               |

| Guter Scan mit {\displaystyle \gamma =0{,}1} | Schlechter Scan mit {\displaystyle \gamma =0{,}1} |
| -------------------------------------------- | ------------------------------------------------- |
|                                              |                                                   |
|                                              |                                                   |

In den unteren beiden rechten Bildern sind deutliche Bildfehler zu erkennen. Im oberen rechten Bild, das mit schwarzer Pappe gescannt worden ist, ist im Loch deutlich das Bildrauschen zu erkennen. Im unteren rechten Bild ist dieses Rauschen in der Bildmitte noch erkennbar, wird aber durch Falschlicht überstrahlt, das zur Lochmitte hin schwächer wird.

## Weblinks

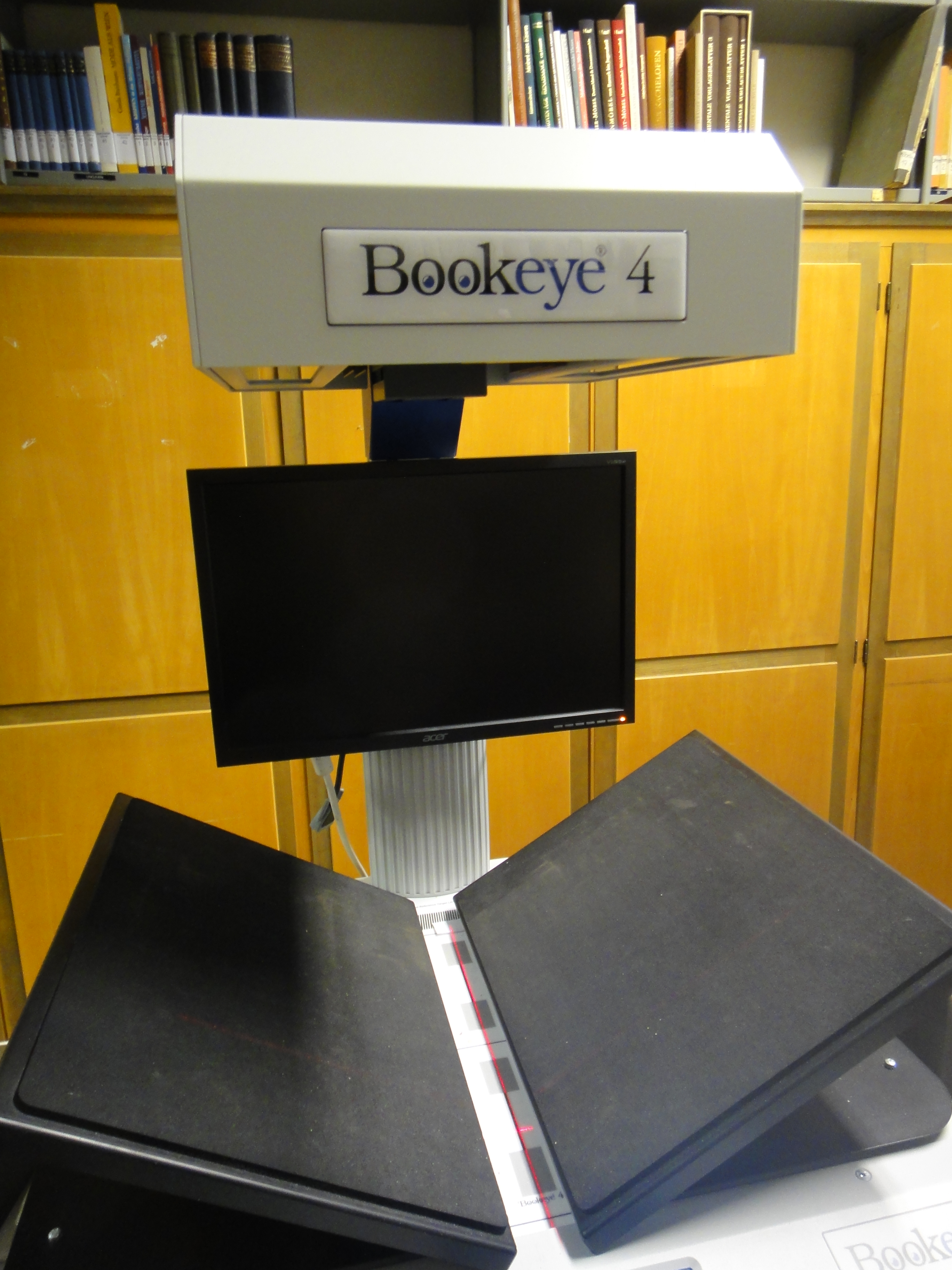
Auflichtscanner Bookeye4 im Bundesdenkmalamt